# Tamara Łochankina
Tamara Aleksandrowna Łochankina (ros. Тамара Александровна Лоханкина; lit. Tamara Lochankina; ur. 6 stycznia 1950 w Irkucku) – litewska nauczycielka i działaczka samorządowa rosyjskiego pochodzenia, przewodnicząca Sojuszu Rosyjskiego i była radna Kłajpedy. 

## Życiorys
W 1974 ukończyła Instytut Pedagogiczny w Nowgorodzie ze specjalnością w nauczaniu języka angielskiego i niemieckiego, po czym podjęła pracę jako nauczycielka w Szkole Średniej im. Maksyma Gorkiego w Kłajpedzie. W  zakładała rosyjską specjalną szkołę podstawową „Swietłaczok” w Kłajpedzie, której została dyrektorem. W 1989 wybrano ją również na przewodniczącą Rosyjskiego Towarzystwa Kulturalnego „Otieczestwo”. 
W 2000 weszła po raz pierwszy w skład rady miasta Kłajpedy z listy Związku Rosjan Litwy, mandat uzyskiwała również w kolejnych wyborach z 2002, 2007 i 2011. Od 2002 stoi na czele Sojuszu Rosyjskiego – organizacji konkurencyjnej wobec Związku Rosjan. 
W wyborach z 2004 roku kandydowała do Sejmu z list Związku Partii Chłopskiej i Nowej Demokracji, cztery lata później znalazła się na dziesiątym miejscu listy krajowej Akcji Wyborczej Polaków na Litwie, startując również w nadbałtyckim okręgu jednomandatowym nr 20. W wyborach w 2012 ponownie ubiegała się o mandat posłanki z miejsca nr 12 na ogólnolitewskiej liście AWPL, a także jako kandydatka Akcji w okręgu nadbałtyckim w Kłajpedzie.
Obecnie jest asystentką krajową posła do Parlamentu Europejskiego Waldemara Tomaszewskiego.